# 桜はさくら/五円があります様に!
「桜はさくら/五円があります様に!」（さくらはさくら/ごえんがありますように）は、日本の女性音楽ユニット『ザ・マーガリンズ』の楽曲。楽曲はMaccoi（マッコイ斎藤）により作詞、Face 2 fAKEにより作曲されている。2015年4月15日に『ザ・マーガリンズ』の2枚目のシングルとしてポニーキャニオンから発売された。オリコンチャート最高順位は、ウイークリー172位（4/27付）。

## 概要
収録参加メンバーは1期生の8名（藤原亜紀乃、髙橋蘭、小野美公、Marie Krause、西田真己、渡邊ナツ來、依田香奈実、木下結愛）と2期生の2名（石岡真衣、臼井愛佳）。
初回限定盤の特典として下記を封入。
- 発売記念イベント参加券（発売後～イベント終了の期間にイベント会場で購入したCDに封入）。
- メンバーソロ生写真1枚（全10枚からランダム）。

楽曲のプロモーション活動として、下記日程で予約／発売記念イベントを実施。
- 02月15日 ポニーキャニオン本社1F
- 03月15日 ポニーキャニオン本社1F
- 04月11日 ポニーキャニオン本社1F
- 04月15日 マルイシティ渋谷1F
- 04月18日 お台場ヴィーナスフォート
- 04月19日 サイバードカフェ

4月15日～19日の全ての発売記念イベントに参加すると、4月26日に行われるライブ終了後のスペシャルイベントに参加することができる。
3月22日にVJ Gouが主催する音楽イベント『Club INSPIRE「春休み Special」』にザ・マーガリンズがゲスト出演し、『桜はさくら』を初披露した。

また、4月11日に行われた定期イベントで、『五円があります様に!』を初披露した。
フジテレビ『とんねるずのみなさんのおかげでした』の番組エンディングに『桜はさくら』が起用された（3月26日～）。
4月6日にさきたま古墳公園で『桜はさくら』のMV撮影が行われた。
4月15日にMVが公開された。

## シングル収録トラック
CD
1. 桜はさくら [5:21]
作詞：Maccoi / 作曲：Face 2 fAKE
2. 五円があります様に! [4:17]
作詞：Maccoi / 作曲：Face 2 fAKE
3. 桜はさくら（instrumental）
4. 五円があります様に!（instrumental）

## MV
- 『桜はさくら』 - YouTube
- 『五円があります様に!』 - YouTube